# Karen-Susan Fessel
Karen-Susan Fessel (Lübeck, 1964. december 15. –) német írónő.

## Élete
1983-ban érettségizett Meppenben, ezután 1991-ig a Berlini Szabadegyetemen színháztudományt, germanisztikát és romanisztikát tanult. 1993 óta szabadúszó író és újságíró. Berlinben él.

## Művei
- Und abends mit Beleuchtung (regény) 1994
- Heuchelmund (elbeszélések) 1995
- Bilder von ihr (regény) 1996
- Sirib, meine Königin (novella) 1997
- Was ich Moira nicht sage (elbeszélések) 1998
- Ein Stern namens Mama (gyerekkönyv) 1999
- Steingesicht (ifjúsági regény) 2001
- Nur die Besten! (regény) 2001
- Und wenn schon! (ifjúsági regény) 2002
- Bis ich sie finde (regény) 2002
- Ausgerechnet du (ifjúsági regény) 2003
- Unter meinen Händen (regény) 2004
- Lametta am Himmel (gyerekkönyv) 2004
- Jenny mit O (regény) 2005
- Max in den Wolken (ifjúsági regény) 2005
- Abenteuer und Frauengeschichten (elbeszélések) 2006
- Achtung, Mädchen gesucht! (ifjúsági regény) 2007
- Feuer im Kopf (ifjúsági regény) 2008
- Achtung, Jungs unterwegs (ifjúsági regény) 2008
- GG – Was ist das? Das Grundgesetz erklärt (Manfred Schwarz-cal közösen) 2009
- Polarchaoten (ifjúsági regény) 2009

### Idegen nyelven megjelent kötetei
- Ein Stern namens Mama (magyarul Egy csillag, akit Mamának hívnak) című gyermekkönyve megjelent japán (2002), tajvani (2003), koreai (2007), lengyel (2007) és kínai nyelven.

- Ifjúsági regényei közül a Steingesicht (magyarul Csillagarc) és az Und wenn schon! (magyarul És ha már!) című köteteit lefordították tajvani nyelvre.

## Díjai, elismerései
- „Die beste 7 Bücher für junge Leser” (A legjobb hét könyv fiatal olvasóknak): 2000 (Ein Stern namens Mama); 2003 (Und wenn schon!)
- "La vache qui lit" (Zürichi Gyermekkönyv Díj): 2000 (Ein Stern namens Mama); 2005 (Steingesicht)